# Слакбаш (Белебеевский район)
Слакба́ш (баш. Ыҫлаҡбаш, чув. Слакпуҫ, Слак-пуҫ) — село в Белебеевском районе Республики Башкортостан. Административный центр Слакбашевского сельсовета.

## Название
Башкирское название деревни, Ыҫлаҡбаш, происходит от гидронима Слак, что дословно переводится как «исток Слака».
Чувашское название, Слакпуҫ, имеет ту же этимологию.

## География
Населённый пункт находится у истока реки Слак, в 155 км от города Уфа, в 25 км от районного центра города Белебей и в 3 км от железнодорожной станции Глуховская.

## История
Согласно преданиям, село было основано в середине XVIII века чувашскими крестьянами, выходцами из города Белебей, которые первоначально обосновались на реке Сильби, а затем переселились в верховья реки Слак.
По другим данным, образовано в 1760 году  чувашами из села Ермолкино Белебеевского уезда.
Существует предание о более раннем возникновении населённого пункта, согласно которому он был основан в 1618 году в результате переселения чувашей из селений Тупах и Кавал Чебоксарского уезда Казанской губернии (Тансарино и Ковали Урмарского района Чувашской Республики). 
До 1866 года население являлось государственными крестьянами. Основными видами деятельности были земледелие, животноводство, пчеловодство, кулеткачество, лесные и прочие промыслы. В 1892 году была освящена Михайло-Архангельская церковь, открыты одноклассная миссионерская школа и в 1898 году – одноклассная миссионерская женская школа.

## Инфраструктура
В селе имеются средняя общеобразовательная школа, детский сад, дом культуры, фельдшерский пункт, библиотека, отделения связи и Сбербанка, а также магазин.
До 1917 года в селе действовал книжный склад чувашской литературы.
В 1940 году был основан Музей К. В. Иванова, в котором, помимо личных вещей поэта, представлены этнографические коллекции. 17 ноября 1940 года на могиле поэта был установлен памятник, а новый памятник был воздвигнут в 1992 году. К 100-летию К.В. Иванова были благоустроены мемориальный парк и главный родник, а также создан музейный комплекс. Кроме того, в селе функционирует Мемориальный музей Я.Г. Ухсая, открытый в 2006 году.

## Население
| 2002 | 2009 | 2010 |
| ---- | ---- | ---- |
| 550  | ↗580 | ↘551 |

Согласно переписи 2002 года, преобладающая национальность — чуваши (91 %).

## Известные уроженцы
- Иванов, Константин Васильевич — чувашский поэт, классик чувашской литературы.
- Ухсай, Яков Гаврилович — чувашский поэт, писатель, драматург.
- Павлов, Николай Спиридонович — Герой Советского Союза.

## В искусстве
В поэме К.В. Иванова «Нарспи» село соседствует с легендарным поселением Сильби (чув. Силпи), которое, согласно замыслу автора, является местом действий, описанных в произведении.
В описаниях окрестностей Слакбаша отмечается: «примечательны своими лугами с густым разнотравьем, грядой таинственных лесов и звенящими родниками, бьющими из-под белых камней на склонах холмов. Здесь берёт начало река Слак. Вся эта животворящая сила природы была ослепительно ярко воплощена Константином Ивановым в поэме «Нарспи».
Чувашский композитор Ф.С. Васильев является автором хорового цикла «Слакбашские песни», основанного на его собственных фольклорных записях, собранных в селе Слакбаш. В основу произведения легли шесть старинных песен, исполненных для него как «любимые песни К.В. Иванова».